# Roger Decock
Roger Decock (* 20. April 1927 in Izegem; † 31. Mai 2020 in Aarsele) war ein belgischer Radrennfahrer.
Roger Decock war mit kurzer Unterbrechung Profi-Radrennfahrer von 1946 bis 1961. Seine größten Erfolge waren die Siege bei Paris–Nizza 1951 sowie bei der Flandern-Rundfahrt 1952. Diese Auflage der Flandern-Rundfahrt gilt aufgrund des schlechten Wetters – Wind, Hagel, Regen, Schnee – als eine der härtesten Austragungen dieses Rennens. Zudem gewann er 1949 den Grote Prijs Briek Schotte, 1951 die Meisterschaft von Flandern sowie 1957 den Nationale Sluitingsprijs. Zweimal – 1951 und 1952 – startete er bei der Tour de France: 1951 wurde er 17., und 1952 belegte er Platz 38. Zudem gewann Decock zahlreiche kleinere Rennen in seinem Heimatland.
Roger Decock war bei der Tour de France 1951 Zeuge des Absturzes von Wim van Est bei der Abfahrt vom Col d’Aubisque. Er hielt als einziger Fahrer an, benachrichtigte die Notdienste und wartete auf sie. Dadurch verlor er 25 Minuten.
Nach dem Ende seiner aktiven Radsportlaufbahn führte Decock zusammen mit seiner Frau in seinem  Wohnort Aarsele das Café De Wildeman. 2002, 50 Jahre nach seinem Sieg bei der Flandern-Rundfahrt, wurde er anlässlich der Durchfahrt durch Tielt besonders gefeiert, auch mit einem Theaterstück mit dem Titel Cockske wint een brokske. 2011 erschien seine Biografie Roger Decock – Sluw en Slim, geschrieben von seinem Weggefährten Guido Van Cauwenberghe und seiner Enkelin Veronique Coene, die ebenfalls als Radrennfahrerin aktiv war.
Roger Decock starb 2020 im Alter von 93 Jahren als bis dahin ältester Gewinner der Flandern-Rundfahrt.